# 77 Pułk Piechoty (II RP)

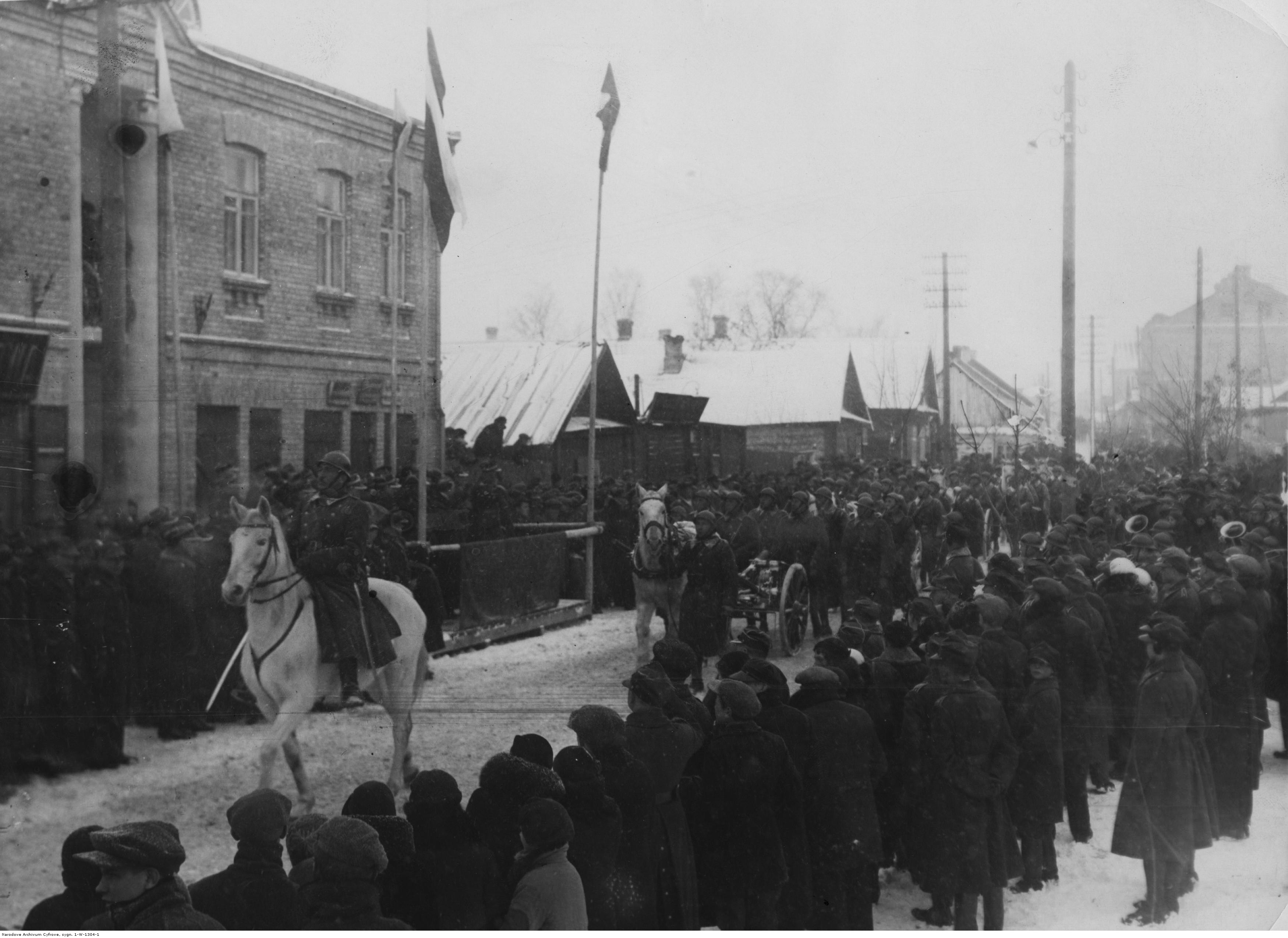
Święto 77 pp w Lidzie – defilada pułku wśród tłumu mieszkańców; luty 1937

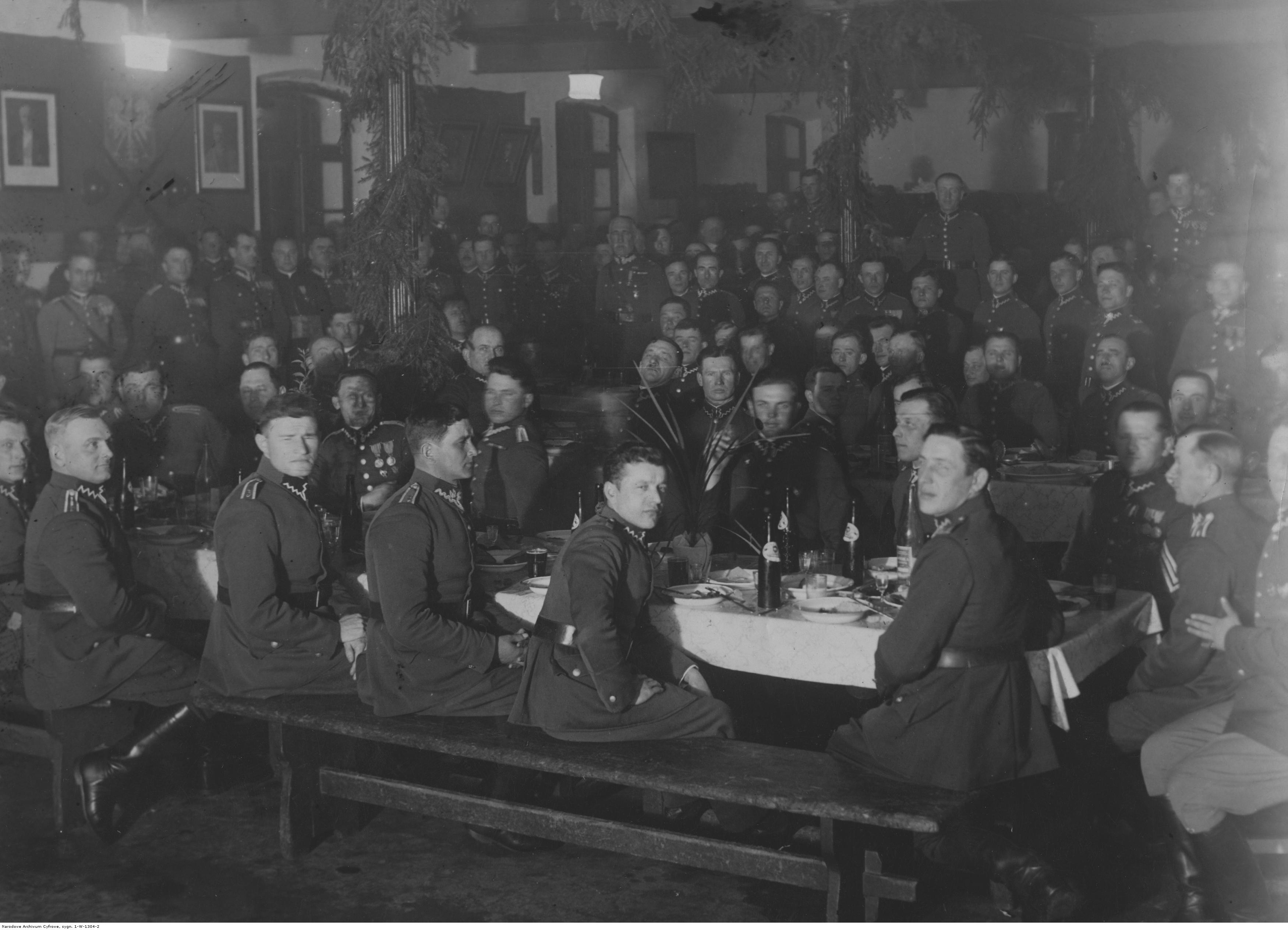
Święto 77 pp w Lidzie – podoficerowie na sali podczas bankietu; luty 1937

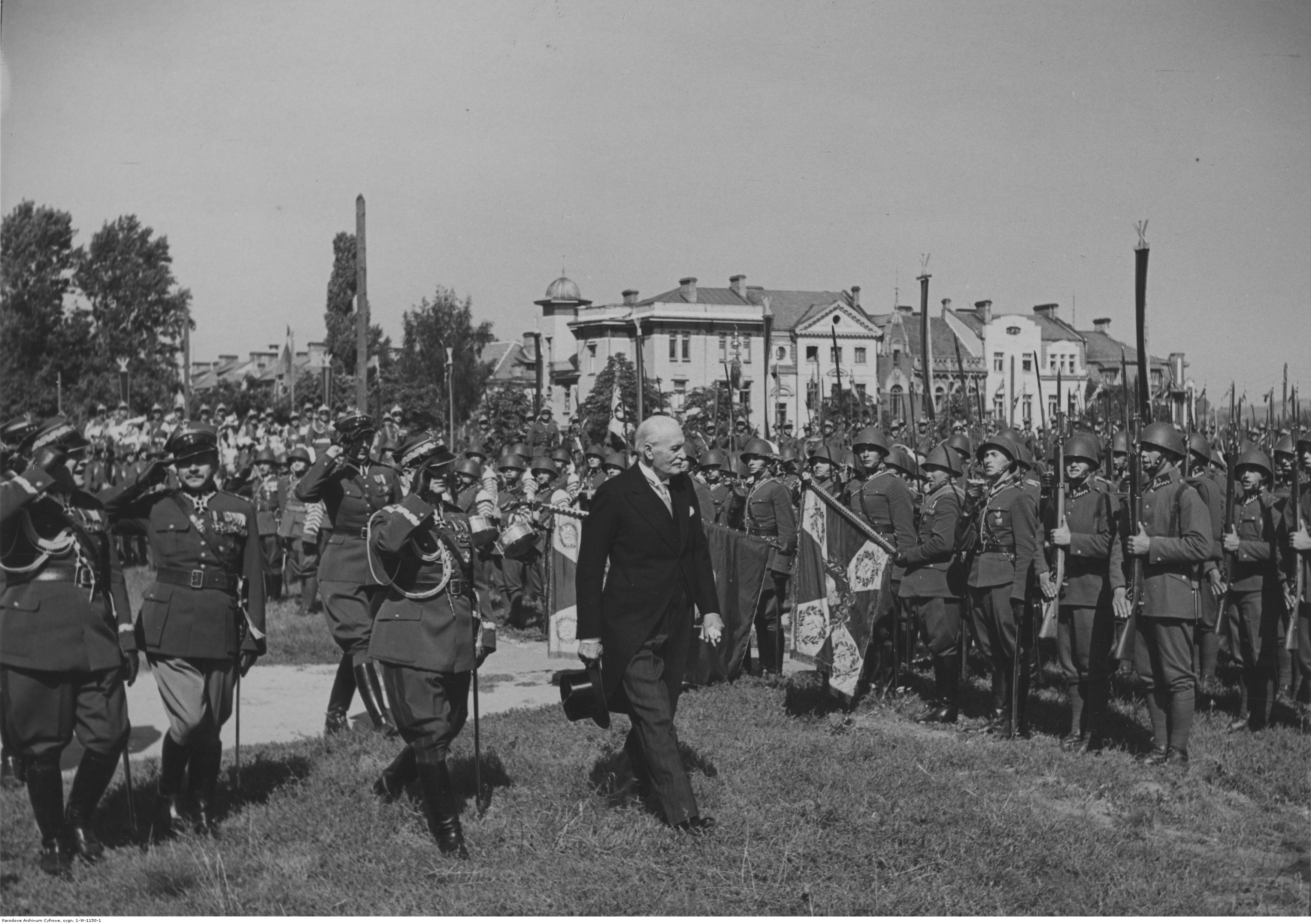
Jubileusz 25-lecia 1. DP Leg. w Wilnie – prezydent RP Ignacy Mościcki przechodzi przed pocztami sztandarowymi zgromadzonymi na Placu Łukiskim; widoczny sztandar 77 pp, sierpień 1939

77 Pułk Piechoty (77 pp) – oddział piechoty Wojska Polskiego w II Rzeczypospolitej.
Pułk powstał 16 grudnia 1918 w Zambrowie w składzie Dywizji Litewsko-Białoruskiej.
W wojnie polsko-bolszewickiej poniósł bardzo duże straty. W momencie kontrofensywy znad Wieprza zredukowany został do jednego batalionu i podporządkowany 60 pułkowi piechoty wielkopolskiej. Zdobywał Łomżę i Stawiski, zaś pod Wincentą i Lemanem zatrzymywał usiłujące się przebić przez granicę oddziały 3 Korpusu Kawalerii Gaj-Chana. Po nieudanej obronie Lemana poddającą się do niewoli straż tylną pułku kozacy zasiekli szablami. Spoczywają na starym cmentarzu w Kolnie.
W okresie międzywojennym wchodził w skład 19 Dywizji Piechoty, stacjonował na terenie Okręgu Korpusu Nr III w Lidzie.
W czasie wojny obronnej 1939 wchodził w skład 19 Dywizji Piechoty walczącej w ramach Armii „Prusy”.

## Formowanie i zmiany organizacyjne
12 grudnia 1918 w Zambrowie major Leon Łada-Zawistowski rozpoczął formowanie Kowieńskiego pułku strzelców. Formalnie powstał 16 grudnia jako oddział Dywizji Litewsko-Białoruskiej, a żołnierze rekrutowali się przede wszystkim spośród członków tamtejszej Polskiej Organizacji Wojskowej i Samoobrony Kowieńskiej, którzy po nieudanym powstaniu wileńskim zdołali przedrzeć się przez kordon niemiecki na ziemie Królestwa Polskiego.
W lutym 1919, czyli w momencie wyruszenia na front liczył 173 ludzi i składał się z dwóch kompanii strzeleckich, kompanii technicznej, plutonu instruktorskiego, oddziału konnych wywiadowców i taborów. W czerwcu posiadał już dowództwo, dwa bataliony po cztery kompanie strzeleckie i kompania ciężkich karabinów maszynowych, kompanię techniczną, pluton telegraficzny, oddział konnych wywiadowców. Liczył około 600 żołnierzy. W czasie walk uzupełnienia rekrutowały się przeważnie z Polaków mieszkających na zachodniej Białorusi.
W grudniu 1919 batalion zapasowy pułku stacjonował w Kojdanowie.
21 lutego 1921 roku w skład pułku został wcielony jeden batalion z rozformowanego 6 Harcerskiego pułku strzelców. Batalion ten otrzymał numer „III”. 5 marca 1921 roku pułk został przeniesiony do Wilna, a na początku następnego roku do garnizonu Lida.

## Kowieński pułk strzelców w walce o granice

### Walki na północnym odcinku frontu
12 lutego 1919 nowo sformowane pododdziały Kowieńskiego pułku strzelców wyruszyły na front w rejon Mostów. Były to: dwie kompanie strzeleckie, kompania techniczna, pluton instruktorski, oddział konnych wywiadowców i część taborów. W sumie pododdziały liczyły zaledwie 173 żołnierzy. Po przybyciu w rejon walk zajęły pozycje obronne nad Szczarą. W marcu oddział wykonał wypady na Nowojelnię i Różankę.
W połowie kwietnia Polacy rozpoczęli ofensywę w kierunku na Wilno. Główne zadanie miała wykonać 1 Dywizja Piechoty Legionów i grupa kawalerii Władysława Beliny-Prażmowskiego. Rozmieszczona nad Szczarą Dywizja Litewsko-Białoruska miała wykonać uderzenie pomocnicze. Kowieński pułk strzelców, działając w składzie grupy mjr. Zawistowskiego, zdobył Nowogródek i zabezpieczył skrzydło oddziałów maszerujących na Wilno.
W pierwszych dniach lipca dowódca Frontu Litewsko-Białoruskiego gen. Stanisław Szeptycki podjął działania zaczepne mające na celu opanowanie Mińska i oparcie frontu o linię Berezyny i Dźwiny. Główne zadanie wykonywała 2 Dywizja Piechoty Legionów, a DL-B miała wykonać uderzenie pomocnicze. Podczas ofensywy pułk toczył zacięte walki w Puszczy Nalibockiej.
Po zakończonej sukcesem ofensywie, Kowieński pułk strzelców, już w składzie III Brygady z 2 Dywizji Litewsko-Białoruskiej został skierowany na polsko-litewską linię demarkacyjną. Pod koniec czerwca 1920 pułk (bez I batalionu) został pospiesznie ściągnięty pod Wilno.

### W działaniach odwrotowych i w operacji warszawskiej
4 lipca rozpoczęła się ofensywa wojsk Frontu Zachodniego Michaiła Tuchaczewskiego.
Rozpoczął się ogólny odwrót. Przełamywane i obchodzone były kolejne linie obronne, a wojska polskie wycofywały się za Niemen.
W walkach o Wilno pułk stracił około 80% „bagnetów”. Pozostałych żołnierzy skierowano do Grodna. Do Grodna przybył też wcześniej walczący w rejonie Oran jego I batalion. Pod Grodnem jednostka utraciła większość broni ciężkiej. Z jej resztek wydzielono jeden batalion, który wziął udział w walkach odwrotowych. Walczył nad Narwią, a następnie został skierowany pod Warszawę celem uzupełnienia i reorganizacji. 17 sierpnia I batalion walczył o Płock. II batalion został przewieziony do Grodziska Mazowieckiego i tam został uzupełniony w broń i ludzi.
Będąc w składzie 15 Wielkopolskiej Dywizji Piechoty uczestniczył w polskim kontruderzeniu znad Wieprza. Ścigał nieprzyjaciela w kierunku Narwi i granicy z Prusami Wschodnimi.
Pod koniec sierpnia pododdziały pułku zostały skoncentrowane w Modlinie. Tu stopniowo uzupełniono je do pełnych stanów. Z Kowieńskiego pułku strzelców wydzielono dwa bataliony, które weszły w skład „zbuntowanych” oddziałów gen. Lucjana Żeligowskiego, a pułk został skadrowany.

### Na Litwie Środkowej
Pod koniec wojny polsko-bolszewickiej, gdy wojska polskie przechodziły do kontrofensywy znad Niemna, do Polski stopniowo powracały ziemie utracone uprzednio na rzecz Armii Czerwonej. Jednak wszelkie działania dążące do  opanowania Wilna działaniami militarnymi były niemożliwe ze względu na międzynarodowe zobowiązania rządu polskiego. Chodzi tutaj m.in. o układ w Spa, a także naciski ministerstwa spraw zagranicznych Wielkiej Brytanii. W tym momencie marszałek Józef Piłsudski zaczął rozpatrywać możliwość przeprowadzenia „nieoficjalnej” akcji wojskowej.
20 września Naczelne Dowództwo Wojska Polskiego wezwało gen. Lucjana Żeligowskiego do Kwatery Głównej stacjonującej w owym czasie w Białymstoku. Żeligowski zameldował się wraz ze swoim adiutantem por. Stanisławem Łepkowskim dopiero 30 września. W czasie rozmowy pomiędzy dwoma wojskowymi Marszałek otwarcie zasygnalizował, że w interesie Polski leży wywołanie w Wilnie powstania miejscowej ludności, które uświadomiłoby zachodniej dyplomacji, iż miasto zamieszkane jest przez Polaków, którzy nie mogą i nie chcą zaakceptować władzy litewskiej, a tym bardziej bolszewickiej.
Marsz oddziałów gen. Lucjana Żeligowskiego na Wilno rozpoczął się o 6:00 8 października. Ich trzonem była 1 Dywizja Litewsko-Białoruska. Już następnego dnia przełamano słaby opór litewskiego 4 pułku piechoty i opanowano miasto.
Wydzielone w Modlinie z Kowieńskiego Pułku Strzelców dwa bataliony „ochotników” zasiliły 1 DL-B i wzięły udział w walkach w rejonie Giedroyć. Jako Kowieński pułk strzelców weszły w skład Wojsk Litwy Środkowej.
Po zakończeniu działań wojennych pułk przez pewien czas pozostawał na linii demarkacyjnej.

### Bilans działań
W walkach o niepodległość Polski w Kowieńskim pułku strzelców zginęło 11 oficerów i 179 szeregowych i podoficerów.
Za zasługi bojowe w wojnie 1918–1920, 19 żołnierzy pułku zostało odznaczonych Krzyżem Srebrnym Orderu Wojskowego Virtuti Militari. Ponadto 29 oficerów, 10 podchorążych, 5 chorążych i 74 szeregowych zostało odznaczonych Krzyżem Walecznych, w tym: 4 oficerów i 2 szeregowych – po raz czwarty, 5 oficerów – po raz trzeci, 5 oficerów, 1 podchorąży i 1 szeregowy – po raz drugi oraz 15 oficerów, 9 podchorążych, 5 chorążych i 71 szeregowych – po raz pierwszy. Krzyżem Zasługi Wojsk Litwy Środkowej odznaczonych zostało 21 oficerów, 5 podchorążych i 64 szeregowych, 49 patentem waleczności Frontu Litewsko-Białoruskiego.

### Kawalerowie Virtuti Militari
| Żołnierze pułku odznaczeni Krzyżem Srebrnym Orderu Wojskowego Virtuti Militari za wojnę 1918–1920 | Żołnierze pułku odznaczeni Krzyżem Srebrnym Orderu Wojskowego Virtuti Militari za wojnę 1918–1920 | Żołnierze pułku odznaczeni Krzyżem Srebrnym Orderu Wojskowego Virtuti Militari za wojnę 1918–1920 |
| ------------------------------------------------------------------------------------------------- | ------------------------------------------------------------------------------------------------- | ------------------------------------------------------------------------------------------------- |
| kpt. Witold Komierowski                                                                           | sierż. Henryk Komorowski                                                                          | szer. Seweryn Koralewski                                                                          |
| pchor. Romuald Kwieciński                                                                         | kpr. Romuald Macewicz                                                                             | ppor. Witold Michalski                                                                            |
| kpr. Bronisław Pietkiewicz                                                                        | por. Kazimierz Polionis                                                                           | kpt. Jan Prokop                                                                                   |
| mjr Mieczysław Rymkiewicz                                                                         | kpt. Jerzy Słomczyński                                                                            | por. Jan Sobecki                                                                                  |
| kpt. Stefan Świechowski                                                                           | kpr. Zygmunt Szumski                                                                              | kpt. Zygmunt Bohusz-Szyszko                                                                       |
| szer. Feliks Turłowicz                                                                            | kpt. Adolf Wojdat                                                                                 | płk Leon Zawistowski                                                                              |
| ppor. Witold Żukowski                                                                             |                                                                                                   |                                                                                                   |

## Pułk w okresie pokoju
W okresie międzywojennym 77 pp wchodził w skład 19 Dywizji Piechoty, której oddziały stacjonowały na terenie Okręgu Korpusu Nr III.
19 maja 1927 roku Minister Spraw Wojskowych marszałek Polski Józef Piłsudski ustalił i zatwierdził dzień 12 lutego, jako datę święta pułkowego. Pułk obchodził swoje święto w rocznicę wymarszu pułku z Zambrowa na front przeciw sowiecki.
Na podstawie rozkazu wykonawczego Ministerstwa Spraw Wojskowych do Departamentu Piechoty o wprowadzeniu organizacji piechoty na stopie pokojowej PS 10-50 z 1930 roku, w Wojsku Polskim wprowadzono trzy typy pułków piechoty. 77 pułk piechoty zaliczony został do typu III pułków piechoty o stanach zbliżonych do wojennych. Na czas wojny przewidywany był do działań osłonowych. Corocznie otrzymywał około 1010 rekrutów. Jego obsadę stanowiło 68 oficerów i 2200 podoficerów i żołnierzy.
| Obsada personalna i struktura organizacyjna w marcu 1939 | Obsada personalna i struktura organizacyjna w marcu 1939 |
| Stanowisko                                               | Stopień, imię i nazwisko                                 |
| Dowództwo, kwatermistrzostwo i pododdziały specjalne     | Dowództwo, kwatermistrzostwo i pododdziały specjalne     |
| -------------------------------------------------------- | -------------------------------------------------------- |
| dowódca pułku                                            | ppłk dypl. Wiktor Majewski                               |
| I zastępca dowódcy pułku                                 | ppłk Stanisław Konstanty Gąsiorek                        |
| adiutant                                                 | kpt. Tomasz Tadeusz Bednarowski                          |
| starszy lekarz                                           | ppłk lek. dr Marian Buczyński                            |
| młodszy lekarz                                           | vacat                                                    |
| II zastępca dowódcy pułku (kwatermistrz)                 | mjr Wiktor Stoczkowski                                   |
| oficer mobilizacyjny                                     | kpt. adm. (piech.) Adolf Brażuk                          |
| zastępca oficera mobilizacyjnego                         | kpt. Antoni Kościelny                                    |
| oficer administracyjno-materiałowy                       | kpt. Adolf Jan Wiśniewski                                |
| oficer gospodarczy                                       | kpt. int. Józef Boumillo                                 |
| oficer żywnościowy                                       | chor Jan Antkowiak                                       |
| oficer taborowy                                          | por. tab. Stanisław Jan Szponder                         |
| oficer placu Lida                                        | kpt. adm. (piech.) Henryk Jackiewicz                     |
| kapelmistrz                                              | ppor. adm. (kapelm.) Jan Brodala                         |
| dowódca plutonu łączności                                | kpt. Zdzisław Mateusz Starza-Dzierżbicki                 |
| dowódca plutonu pionierów                                | por. Paweł Szczęśniewicz                                 |
| dowódca plutonu artylerii piechoty                       | kpt. art. Jerzy Schmidtke                                |
| dowódca plutonu ppanc.                                   | por. Teofil Pietraszko                                   |
| dowódca oddziału zwiadu                                  | por. Adam Jan Machnica                                   |
| I batalion                                               |                                                          |
| dowódca batalionu                                        | mjr Władysław Stanisław Włodyga                          |
| dowódca 1 kompanii                                       | kpt. Roman Kuczyński                                     |
| dowódca plutonu                                          | ppor. Bolesław Stanisław Janowski                        |
| dowódca plutonu                                          | ppor. Eugeniusz Aleksander Glasenapp                     |
| dowódca 2 kompanii                                       | kpt. Ludwik Marian Ścigalski                             |
| dowódca plutonu                                          | por. Jerzy Władysław Filar                               |
| dowódca plutonu                                          | ppor. Włodzimierz Kamliński                              |
| dowódca 3 kompanii                                       | kpt. Franciszek Ostrowski                                |
| dowódca plutonu                                          | ppor. Tadeusz Edward Kowalski                            |
| dowódca plutonu                                          | ppor. Adam Walczak                                       |
| dowódca 1 kompanii km                                    | kpt. Leon Jakub Gnatowski                                |
| dowódca plutonu                                          | por. Wacław I Jarocki                                    |
| dowódca plutonu                                          | por. Stanisław Jezierski                                 |
| dowódca plutonu                                          | ppor. Franciszek Szmatko                                 |
| II batalion                                              |                                                          |
| dowódca batalionu                                        | mjr Stanisław Marcin Jurkiewicz                          |
| dowódca 4 kompanii                                       | kpt. Mieczysław Zygmunt Szawłowski                       |
| dowódca plutonu                                          | ppor. Edmund Stanisław Wrona                             |
| dowódca 5 kompanii                                       | por. Leonard Ludwik Grabowiecki                          |
| dowódca plutonu                                          | por. Józef Kieloch                                       |
| dowódca plutonu                                          | por. Edmund Woronowicz                                   |
| dowódca plutonu                                          | ppor. Marian Bujalski                                    |
| dowódca 6 kompanii                                       | kpt. Rudolf Schreyner                                    |
| dowódca plutonu                                          | ppor. Bolesław Kucharek                                  |
| dowódca 2 kompanii km                                    | kpt. Stanisław Juras                                     |
| dowódca plutonu                                          | por. Tadeusz Józef Lubiński                              |
| dowódca plutonu                                          | ppor. Leon Tadeusz Kobzdej                               |
| III batalion                                             |                                                          |
| dowódca batalionu                                        | vacat                                                    |
| dowódca 7 kompanii                                       | kpt. Alfons Merecki                                      |
| dowódca plutonu                                          | ppor. Witold Turonek                                     |
| dowódca 8 kompanii                                       | por. Zdzisław Antoni Baraniecki                          |
| dowódca plutonu                                          | por. Edward Wojniusz                                     |
| dowódca plutonu                                          | ppor. Jan Kołodziej                                      |
| dowódca 9 kompanii                                       | kpt. Romuald Aleksander Borowiecki                       |
| dowódca plutonu                                          | ppor. Jan Piotr Ochalski                                 |
| dowódca plutonu                                          | ppor. Edmund Ślot                                        |
| dowódca 3 kompanii km                                    | por. Władysław I Wysocki                                 |
| dowódca plutonu                                          | ppor. Józef Matusiak                                     |
| na kursie                                                | kpt. Tadeusz Smuszowicz                                  |
| na kursie                                                | por. Jan Sinicki                                         |
| na kursie                                                | por. Wojciech Stanisław Pitio                            |
| Dywizyjny Kurs Podchorążych Rezerwy 19 DP                |                                                          |
| dowódca                                                  | kpt. Alfred Jan Kruczyński                               |
| dowódca plutonu                                          | por. Edward Porada                                       |
| dowódca plutonu                                          | por. Jan Szewluk                                         |
| dowódca plutonu                                          | por. Antoni Wawrzyniec Kupczun                           |
| dowódca plutonu                                          | por. Alfred Bernard Henryk Namysł                        |
| Obwodowa komenda przysposobienia wojskowego nr 77        |                                                          |
| komendant obwodowy PW                                    | kpt. piech. Stanisław Grzywacz                           |
| komendant powiatowy PW „Lida”                            | por. kontr. piech. Józef Wołoszkiewicz                   |
| komendant powiatowy PW „Szczuczyn N.”                    | kpt. adm. (piech.) Stanisław Malicki                     |

## 77 pp w kampanii wrześniowej

### Mobilizacja
77 pułk piechoty stacjonujący w Lidzie, w ramach mobilizacji alarmowej ogłoszonej 24 sierpnia 1939 r. o godz.5.00 w grupie brązowej zmobilizował:
- kompanię karabinów maszynowych przeciwlotniczych typ B nr 34,
- kompanię karabinów maszynowych przeciwlotniczych typ B nr 35.

W grupie zielonej w czasie od Z+18 do Z+28 zmobilizował własne kompletne pododdziały 77 pp i dodatkowo:
- stację radiotelegraficzną typu III nr 2,
- kompanię kolarzy nr 32,
- kolumnę taborową nr 309,
- kolumnę taborową nr 310.

W mobilizacji czerwonej zmobilizował w czasie A+54 kompanię km plot. typ A nr 8.
W I rzucie mobilizacji powszechnej zmobilizował:
- dowództwo i kompletne pododdziały pułkowe 206 pułku piechoty rez.,
- batalion marszowy typ specjalny nr 4,
- uzupełnienie marszowe kompanii kolarzy nr 32.

W II rzucie mobilizacji powszechnej zmobilizował Ośrodek Zapasowy 19 Dywizji Piechoty.
Obecność kilkuset rezerwistów powołanych na ćwiczenia letnie ułatwiła mobilizację. Problem wzbudziła mobilizacja koni, co do ich ilości jak i jakości oraz stan uprzęży i wozów. Z uwagi na powyższe braki nastąpiło kilku i kilkunastu godzinne opóźnienia. Po zmobilizowaniu bataliony wychodziły z Lidy do pobliskich wsi. Do 28 sierpnia usuwano braki i wydawano racje żywnościowe "żelazne", po południu dokonano zaprzysiężenia żołnierzy. Od godz. 1.30 29 sierpnia rozpoczęły się odjazdy transportów kolejowych z pododdziałami pułku. 77 pp transportowano z Lidy przez Czeremchę, Warszawę, Łowicz, po wyładunku pułk dotarł do wsi Bełchatów, Jeżów i Borowiny. W nowym miejscu zakwaterowania wydano żołnierzom znaki tożsamości, zaszczepiono przeciwko durowi brzusznemu, naprawiano wozy taborowe, podjęto szkolenie ze znajomości sylwetek samolotów i czołgów. Batalion marszowy typ specjalny nr 4 stanowił I batalion 206 pp 35 Dywizji Piechoty rez. Natomiast pozostałe dwie kompanie z 4 batalionu marszowego typ spec. weszły w skład II batalionu 1 pułku piechoty OW Grodno. Oba bataliony i dowództwo z oddziałami pułkowymi 206 pp walczyły w obronie Lwowa.

### Działania i walki pułku

#### W bitwie pod Piotrkowem Trybunalskim
W czasie wojny obronnej 1939 wchodził w skład 19 Dywizji Piechoty walczącej w ramach Armii „Prusy”. W rejonie ześrodkowania 1 września dowództwo nad 77 pp przejął ppłk dypl. August Wiktor Nowosielski. Następnie pułk wyruszył marszem z Łowicza w kierunku Skierniewic docierając do Nowego Dworu, po drodze kolumna pułku była ostrzelana przez niemiecki samolot. 2 września wieczorem pułk rozpoczął forsowny nocny marsz, który trwał całą noc, dzień 3 września i następną noc 3/4 września z krótkimi kilkugodzinnym przerwami. Maszerował przez Lubochnię, Tomaszów Mazowiecki i Wolbórz, zatrzymał się w lesie za Wolborzem. Wieczorem 4 września przesunął się do lasu Lubień. Od 5 września rano 77 pp wszedł w skład Grupy Operacyjnej gen. bryg. Rudolfa Dreszera. Pułk miał stanowić część sił przewidzianych przez dowódcę armii do przeciwuderzenia na niemiecką 1 Dywizję Pancerną. Strzelcy kowieńscy przez cały 5 września, stali bezczynnie w lesie Lubień z rozkazu gen. dyw. Stefana Dąba-Biernackiego. Lecz z uwagi na rezygnację z kontrakcji, 77 pułk piechoty wieczorem 5 września na rozkaz dowódcy armii wycofał się wzdłuż rzeki Luciąży na Przygłów. W trakcie marszu z siłami głównymi pułku utraciły łączność tabory bojowe pułku na czele z kpt. Stanisławem Jurasem, do nich dołączył pluton konnych zwiadowców 77 pp. Tabory z osłoną zwiadowców konnych pomaszerowały z Sulejowa w kierunku Opoczna, a następnie Przysuchy, 8 września w pobliżu wsi Ruski Bród otoczone tabory zniszczono, a żołnierze podzieleni na grupy dołączyli do oddziałów macierzystej dywizji, w tym do 77 pp. Siły główne 77 pp wraz z batalionem I/86 pułku piechoty przeprawiły się przez bród na Pilicy pod Sulejowem, a towarzyszący dywizjon IV/19 pułku artylerii lekkiej przez most w Sulejowie, który atakowały niemieckie samoloty. Zgrupowanie 77 pp dotarło do miejscowości Błogie. Przydzielone 6 września do zgrupowania dwa czołgi 7-TP z 1 batalionu czołgów lekkich, zostały ostrzelane przez własne pododdziały i uszkodzone. 7 września ppłk Nowosielski pojechał samochodem do Opoczna celem nawiązania kontaktu z dowództwem 19 DP, po drodze po natknięciu się na oddziały niemieckie, utracił samochód i zbiegł wraz ze sztandarem pułkowym. Z innymi oddziałami dotarł do Wisły i ją przekroczył.

#### Walki na tyłach frontu
Dowództwo nad pułkiem i zgrupowaniem objął ppłk Stanisław Konstanty Gąsiorek i poprowadził je przez wsie Zajączków i Grudzień. Równolegle do szosy Sulejów-Opoczno. Zgrupowanie zatrzymało się w lasach Antoninów. Dołączył do zgrupowania dowódca 85 pułku piechoty ppłk dypl. Jan Kruk-Śmigla z częścią swoich pododdziałów pułkowych i batalionem II/85 oraz tabory Wileńskiej Brygady Kawalerii. 8 września całe zgrupowanie pod dowództwem ppłk. Kruka-Śmigli przeszło do lasów na południe od Inowłodza i pozostało na tyłach niemieckich. W dniach 9-11 września zgrupowanie odpoczywało i przemieszczało się nocami, a odpoczywało w dzień pod osłoną lasów. Wystawiano ubezpieczenia, czata 1 kompanii km 77 pp na szosie Inowłódz-Opoczno w zasadzce zlikwidowała między innymi gen. SS i policji Wilhelma von Roettiga. Był pierwszym generałem poległym podczas II wojny światowej. Nocą 10/11 września dokonano wypadów przez; dwie kompanie 85 pp oraz cały 77 pp, który zaatakował Opoczno, niemiecka załoga w sile batalionu z 46 DP wycofała się z miasta.

#### Przedzieranie się ku Wiśle
13 i 14 września zgrupowanie przemieszczało się w dwóch kolumnach: północnej ppłk. Kruka-Śmigli i południowej ppłk. Gąsiorka w składzie 77 pp wraz z IV/19 pal. Kolumna północna została zaatakowana przez jednostki niemieckiej 2 Dywizji Lekkiej. Kolumna południowa odparła patrole rozpoznawcze. Do otwarcia drogi kolumnie północnej poza okrążenie niemieckie wyznaczono batalion I/77 pp wraz z dwoma działonami artylerii z IV/19 pal. I batalion przemieszczał się przez Potworów i groblę w miejscowości Pierzchnia, tam doszło do walki z pododdziałami niemieckimi, a następnie w dalszej walce batalion połączył się z kolumną ppłk. Kruk-Śmigli. Pozostałe siły zgrupowania 77 pp poprzez Jakubów, Kiełbów, Kadłubek dotarły do Grabowego Lasu miejsca ześrodkowania obu kolumn. Po dotarciu do zgrupowania ppłk. Kruka-Śmigli I batalionu, na skutek ostrzału niemieckiej artylerii, wypadów oddziałów niemieckich, nocnego zamieszania, częściowemu rozproszeniu uległ batalion I/77 pp jak i całe zgrupowanie. 15 września wieczorem do Grabowego Lasu dotarła połowa I batalionu z dowodzącym nim kpt. Leonem Gnatowskim. Mjr Władysław Wojdyga z grupą złożoną z żołnierzy plutonu 3 kompanii i plutonu łączności przedzierał się ku Wiśle, lecz nazajutrz dostał się do niewoli. 77 pp i IV/19 pal przez cały dzień 16 września w lasach koło Grabowego Lasu były bombardowane, 77 pp poniósł znaczne straty.
Nocą 15/16 września 77 pp wyruszył w kierunku wschodnim ku Wiśle, poprzez las Trzebień. W straży przedniej maszerował batalion III/77 pp, czołowa jego kompania wyparła placówkę niemiecką z Mariampola. Za III batalionem maszerowały pododdziały pułkowe i nieliczny tabor, dalej I batalion, IV/19 pal i II batalion pułku. O świcie maszerująca 12 bateria 19 pal w wyniku ostrzału niemieckiej broni maszynowej utraciła większość koni, do wykrytych celów otworzyła ogień z miejsca, lecz nie otrzymała wsparcia ze strony ariergardy-batalionu II/77 pp, który ją pozostawił na placu boju. Na maszerującą kolumnę 77 pp i IV/19 pal ataki przypuściło niemieckie lotnictwo, ostrzeliwała artyleria i broń maszynowa. W trakcie przebijania się utracono większość wozów i koni, utracono wielu żołnierzy rannych, zabitych i w niewoli. Straty wyniosły ok. 30% stanu pułku. Po dotarciu do lasu Trzebień, rozpoznano, że zamierzone miejsce przeprawy przez bród w Ryczywole jest bronione. Miejsce postoju pułku 16 września było ostrzeliwane przez niemiecką artylerię. Uzyskano informację o drugim niebronionym brodzie pod Magnuszewem. Nocą 16/17 września przeprowadzono działania demonstracyjne pod Ryczywołem, a większość pułku rozpoczęła przeprawę pod Magnuszewem z uwagi na wysokość lustra wody 140–120 cm pozostawiono na zachodnim brzegu armaty polowe, armaty ppanc. tabor, jaszcze, część ckm i moździerzy z których usunięto zamki i przyrządy celownicze. Część żołnierzy zmyliła drogę do przeprawy i dostała się do niewoli, w tym cały pluton artylerii piechoty 77 pp. Ogółem przeprawiło się ponad 1500 żołnierzy, głównie z 77 pp i 19 pal oraz grupy z 85 pp i 86 pp. Z bronią osobistą i częścią broni ciężkiej piechoty, ale bez taboru i zapasów.

#### Walki na Lubelszczyźnie
Z uwagi na przekroczenie Wisły przez oddziały niemieckie na południe od Warszawy, zgrupowanie 77 pp pomaszerowało w kierunku Lublina. Przemieszczano się trasą przez Życzyn, Sobieszyn, Ostrów Podlaski, głównie nocami w dzień odpoczywano. 22 września w lesie Orzechów Nowy w rejonie Ostrowa zgrupowanie 77 pp nawiązało kontakt z Grupą „Niemen” płk. Władysława Filipkowskiego. Ppłk Gąsiorek podporządkował zgrupowanie jego rozkazom i wraz z Grupą „Niemen” dotarł w rejon Kraśnika. Dywizjon IV/19 pal z napotkanych haubic 100 mm wz.14/19A z OZAL nr 1 odtworzył baterie 10 i 11, do dywizjonu dołączono baterię armat 75 mm wz.1897 z 61 pułku artylerii lekkiej. 77 pułk piechoty podjął marsz w kierunku południowym, równolegle z Grupą „Niemen”, maszerowały Grupa „Kowel” i Grupa „Chełm”. Wszystkie grupy od 27 września działały pod komendą płk. dypl. Tadeusza Zieleniewskiego. 28 września maszerująca w kierunku Sanu grupa płk. Filipkowskiego w Janowie Lubelskim natknęła się na tabory niemieckiej 27 DP. Na miasto uderzył z marszu I batalion czołowego 77 pp, uzyskał zaskoczenie, lecz pododdziały niemieckie stawiły zacięty opór w murowanych budynkach i kościele. Wprowadzony do walki cały 77 pułk piechoty i 56 batalion saperów z Grupy „Brześć” zdobyły niemal wszystkie obiekty w mieście, twardy opór niemieckie pododdziały stawiły w znajdującym się poza miastem budynkach więzienia. Atakujący budynki więzienia I batalion zaległ pod celnym ostrzałem niemieckiej broni maszynowej, wspierająca batalion bateria 10/19 pal ostrzałem na wprost zrobiła wyłomy w murach i spowodowała zapalenie się budynków. Szturm I/77 pp złamał opór niemiecki. Wzięto ok. 300 jeńców, spalono ponad 75 samochodów, w walkach ulicznych strzelcy kowieńscy stracili kilkudziesięciu poległych i rannych. 30 września zostały rozpoznane brody na Sanie, jednak od strony wschodniej podeszły oddziały sowieckiej 14 Dywizji Kawalerii. Za Sanem obronę zajmowały oddziały niemieckiego XXII Korpusu Armijnego (mot.). Po rokowaniach ze stroną sowiecką, 1 października płk Zieleniewski zobowiązał się kapitulować, Grupa „Niemen” miała to zrobić w miejscowości Bukowa 2 października. Ppłk Gąsiorek wystawił bezterminowe przepustki wszystkim żołnierzom pułku, Sowieci szeregowych po rozbrojeniu zwolnili do domów, a oficerowie zostali wzięci do niewoli. Część oficerów w kilkuosobowych grupach przedzierała się w kierunku granicy węgierskiej. Większość jednak została schwytana.

### Walki odtworzonego 77 pp
Od 8 września na przeprawie przez Wisłę w Maciejowicach zbierały się grupy rozbitków z północnego zgrupowania Armii "Prusy". Na rozkaz dowódcy piechoty 19 DP płk. Tadeusza Pełczyńskiego rozbitków z 77 pp zbierał wyznaczony w tym celu II adiutant 77 pp por. Józef Ignaszewski. Nocą 8/9 września i 9 września zebrał ok. 200 żołnierzy z 77 pp. Otrzymał informację, że 77 pp znajduje się w rejonie Dęblina, a w nim napotkał jedynie ppłk. dypl. Augusta Nowosielskiego, który rozpoczął formowanie zbiorczego pułku 19 DP. Resztki 19 DP zostały skierowane w rejon Chełma Lubelskiego, celem odtworzenia na bazie 19 DP, XIX Brygady Piechoty pod dowództwem płk. Edwarda Robakiewicza dowódcy artylerii 19 DP wchodziły: 86 pp i zbiorczym pułkiem pozostałych jednostek dywizji jako 77 pp. XIX BP, a w jej składzie 77 pp pod dowództwem ppłk. dypl. Augusta Nowosielskiego formowała się we wsi Wólka na wschód od Chełma Lub. Od 18 września dowództwo brygady przejął płk Jan Korkozowicz dowódca piechoty 3 DP. Zreorganizowany 77 pp liczył dwa bataliony piechoty i nieliczne pododdziały pułkowe formowane z rozbitków 19 DP. XIX BP weszła w skład Kombinowanej Dywizji Piechoty gen. bryg. Jerzego Wołkowickiego. Nocą 18/19 września brygada wymaszerowała w kierunku Bugu, celem obsadzenia mostów w Dorohusku i linii rzeki od strony zachodniej, przed oddziałem niemieckiej 3 Dywizji Pancernej. 77 pp obsadził 5 kilometrowy odcinek obrony. Pułk wykonał prace inżynieryjne w postaci rowów strzeleckich, zawał leśnych i zapór ppanc. W trakcie prac pozycje 77 pp zostały ostrzelane przez artylerię niemiecką i ok. 25 pojazdów pancernych. Na skutek silnego ostrzału pododdziały pułku zachowywały się chwiejnie, próbując wycofać się ze stanowisk obronnych. Sprowadzenie dwóch haubic zmusiło pojazdy i piechotę niemiecką do zmiany stanowisk i przerwanie ciągłego ostrzału. 20 września niemiecki oddział wycofał się, był ostrzelany przez pododdziały 77 pp. W trakcie walki ogniowej 19 i 20 września utracono 40 poległych i 80 rannych i zaginionych. Nocą 20/21 września i 21 września pułk maszerował wzdłuż zachodniego brzegu Bugu na południe. Trasa marszu wiodła przez Dubienkę, nadleśnictwo Strzelec, Hrubieszów, Czerniczyn, Mirczę do lasów między Starą Wsią a wieś Borsuk.

#### W bitwie pod Tomaszowem Lubelskim
22 września zgrupowanie uderzeniowe Armii gen. bryg. Przedrzymirskiego w składzie 1 Dywizji Piechoty Legionów i Kombinowanej Dywizji Piechoty prowadziło natarcie w kierunku Tomaszowa Lubelskiego. W II rzucie Kombinowanej Dywizji postępowała XIX Brygada Piechoty, która zajęła wsie Zimno i Podlodów. W godzinach popołudniowych działający na czele macierzystej brygady, 77 pp zajął wieś Sowiniec i wzgórza na północ od wsi Wierszczyca. Wieczorem 22 września pułk szturmem zajął wieś Wierszczycę i sąsiednią Nedeżów. Dalsze natarcie zostało zatrzymane intensywnym ostrzałem niemieckiej artylerii. Nocą 22/23 września swoje pozycje 77 pp przekazał Grupie płk. Ocetkiewicza, a marszem nocnym ześrodkowany został za XIII Brygadą Piechoty. Atakowana niemiecka 28 DP została wzmocniona całym VIII Korpusem Armijnym i 2 Dywizją Pancerną. Niemieckie kontrnatarcie powstrzymało uderzenie w kierunku Tomaszowa Lubelskiego Armii gen. Emila Przedrzymirskiego. Rano 23 września do wsparcia czołowej XIII BP został przydzielony 77 pp, I batalion odrzucił niemiecki pododdział, który wdarł się na tyły 43 pułku piechoty. Przez cały dzień 77 pp wspierał walki obronne XIII BP poniósł straty w poległych, rannych i zaginionych w ilości 450 żołnierzy, co stanowiło 60% (odtworzonego) 77 pp. Po południu doszło do rozbicia dowództwa XIX BP. Wieczorem na rozkaz płk. Szalewicza pozostałość 77 pp zeszła ze stanowisk i pomaszerowała bezdrożami, luką między oddziałami niemieckimi w kierunku Suchowoli, którą osiągnęła rano 24 września. 25 września XIII BP, a w jej składzie 77 pp (w sile batalionu) dołączyła do zgrupowania powstałego z 10 Dywizji Piechoty i 39 Dywizji Piechoty rez. i udał się z nią w kierunku Krasnobrodu. W walkach w rejonie Krasnobrodu pod wieczór 25 września, wziął udział 77 pp, walcząc w lesie w okolicach Garbnika z pododdziałami niemieckimi. 77 pp prawdopodobnie osłaniał od strony Krasnobrodu wycofanie się w kierunku południowym zgrupowania gen. Olbrychta. Do pułku dołączyły 4 działony armat ppanc. z Nowogródzkiej Brygady Kawalerii i dwa plutony 41 pułku piechoty kpt. Majkowskiego i grupki rozbitków z innych jednostek. Do pułku dołączył gen. bryg. J. Wołkowicki. Z uwagi, na to że droga za osłanianym zgrupowaniem została zablokowana przez oddziały niemieckie, 77 pp pomaszerował na południowy wschód.
Rano 27 września po całodziennym i całonocnym marszu pułk dotarł w rejon nadleśnictwa Głuchy nad Tanwią w Puszczy Solskiej. Wieczorem w dniu 27 września nastąpił upadek ducha wśród żołnierzy, część po zniszczeniu broni i wyposażenia rozeszła się, ok. 300 żołnierzy wraz z dowódcą pułku pomaszerowało na południe z zamiarem dotarcia do granicy węgierskiej. 28 września rano w trakcie odpoczynku po marszu oddział w małej wsi w okolicach Lubaczowa, został wzięty do niewoli przez kawalerię sowiecką z 3 lub 5 Dywizji Kawalerii. Szeregowych zwolniono, a oficerów, wśród nich gen. Wołkowickiego i ppłk. dypl. Augusta Nowosielskiego zabrano do niewoli.
Na uwagę zasługuje fakt, że od 10 do 27 września działały na Lubelszczyźnie dwa pułki noszące nazwę - 77 Pułk Piechoty.
Częściowa obsada dowódcza odtworzonego 77 pp (10-28 IX 1939)
Dowództwo pułku:
- dowódca - ppłk dypl. August Wiktor Nowosielski
- I adiutant pułku - por. Jan Sinicki
- II adiutant pułku - por. rez. Józef Franciszek Ignaszewski, ppor. rez. Józef Franciszek Jargnuszewski[29]
- oficer informacyjny - por. rez. Stanisław Swianiewicz (85 pp)
- kwatermistrz - kpt. Arkadiusz Kowszyk (85 pp)

pododdziały pułkowe:
- dowódca plutonu artylerii - kpt. Wojciech Kopel (19 pal)
- dowódca kompanii saperów - ppor. Wojciech Szymkiewicz (19 bsap.)
- dowódca plutonu kolarzy - NN
- dowódca plutonu konnych zwiadowców - NN

I batalion
- dowódca batalionu - kpt. Artur Pawłowski (85 pp)
- dowódca 1 kompanii strzeleckiej - por. Roman Siwek (28 DP)[30]

- dowódca 2 kompanii strzeleckiej - por. Antoni Pstrocki(85 pp)

- dowódca 3 kompanii strzeleckiej - por. Jerzy Bychowiec (85 pp)

II batalion (improwizowany)
- dowódca batalionu - mjr st. sp. Józef Kozieradzki[30]

### Oddział Zbierania Nadwyżek 77 pp
Po zmobilizowaniu wszystkich jednostek przewidzianych planem "W" w ramach mobilizacji alarmowej i powszechnej, w koszarach 77 pp w Lidzie pozostała nadwyżka rezerwistów. Dojechali dalsi rezerwiści z zachodnich rejonów kraju. Dowództwo nad nadwyżkami 77 pp objął mjr Wiktor Stoczkowski. Nad formowanym na ich bazie Ośrodkiem Zapasowym 19 Dywizji Piechoty dowództwo objął przybyły w pierwszych dniach września ppłk Zygmunt Izydor Blumski. Dla większości zebranych rezerwistów w ośrodku zabrakło mundurów, butów, namiotów, wyposażenia, a przede wszystkim broni i amunicji. Z uwagi na powyższe dowódca OZ 19 DP ppłk Z. Blumski postanowił z oddziału nadwyżek 77 pp sformować batalion piechoty. Na stan batalionu weszło kilkaset karabinów, kilka ckm z ograniczoną ilością amunicji oraz duża dotacja granatów ręcznych. Brak było broni ppanc. Na wieść o wkroczeniu wojsk sowieckich do Polski, decyzją dowódcy OZ 19 DP dokonano selekcji żołnierzy pozostawiając najpewniejszych rezerwistów i stosunkowo młodych. Pozostałych zwolniono do domów, po wydaniu stosownych zaświadczeń. Pozostałych oficerów i ochotników wysłano do Wilna. Z żołnierzy uzbrojonych i umundurowanych w OZ 19 DP sformowano improwizowany pułk piechoty pod dowództwem ppłk. Blumskiego. W oddziale tym z żołnierzy 77 pp sformowano I batalion piechoty pod dowództwem kpt. Henryka Jackowskiego. Wieczorem batalion 77 pp wraz z resztą sił ośrodka podjął marsz do Wilna. Wieczorem 18 września osiągnięto Ejszyszki, 19 września po południu Orany, gdzie dozbrojono się w broń z magazynu batalionu KOP "Orany", w tym 4 szt. ckm.

#### W obronie Grodna
Na rozkaz gen. bryg. Wacława Przeździeckiego, 20 września o godz. 3.00 odjechał transportem kolejowym do Grodna batalion 77 pp i część ośrodka wraz z kompanią Policji Państwowej. Po przybyciu do Grodna, w mieście trwały walki z czołowymi oddziałami sowieckiego XV Korpusu Czołgów oraz dywersantami. Batalion został wyładowany o godz. 8.00 na dworcu, po czym skierowany do likwidacji w centrum miasta atakujących grup dywersyjnych. Po kilku godzinach dywersja w centrum miasta została zlikwidowana, zatrzymano wielu dywersantów, głównie pochodzenia żydowskiego. Do patrolowania miasta i obsady ważnych obiektów pozostał w mieście pluton por. Władysława Ejsmonta z 1 kompanii strzeleckiej. Natomiast batalion 77 pp wraz z resztą improwizowanego pułku OZ 19 DP obsadził pasma wzgórz na wschód od Grodna. Batalion obsadził południowy odcinek od majątku Rubanówka, blokując drogę Skidel-Grodno, aż w pobliże brzegu Niemna. Żołnierze 1 kompanii strzeleckiej po walce spalili unieruchomiony z powodu uszkodzenia silnika czołg sowiecki na szosie skidelskiej. 21 września na rozkaz gen. Przeździeckiego o godz. 10.00 batalion 77 pp wraz z pozostałymi batalionami pułku OZ 19 DP wycofały się bliżej miasta. W trakcie tego manewru uderzyły na pułk dwa bataliony sowieckiego 119 pułku strzelców wsparte czołgami 27 Brygady Czołgów. Bataliony podjęły powrót na poprzednie stanowiska, lecz w wyniku opanowania ich poprzednich umocnień przez bataliony 119 ps Armii Czerwonej, wykonały kontratak ze wsparciem batalionu KOP "Orany" i odwodowej kompanii policji. Następnie batalion 77 pp po odzyskaniu stanowisk, odparł trzy natarcia sowieckiej piechoty i czołgów. Z uwagi na kończącą się amunicję, brak broni ppanc. i niewielką ilość broni maszynowej, opóźniając natarcie wroga batalion 77 pp wycofał się ku miastu. Wzdłuż samego Niemna nacierał sowiecki batalion III/119 pułku strzelców, w rejonie wiaduktu kolejowego walkę z nim toczył pluton por. Ejsmonta i kompania lotników z 5 pułku lotniczego. Część sowieckiego batalionu przeprawiła się przez Niemen i usiłowała oskrzydlać obrońców wiaduktu od strony miasta. Kontratak kompanii policji, plutonu 1 kompanii i lotników po zaciętych walkach odrzucił pododdziały sowieckie do Niemna. Pluton poniósł wysokie straty w poległych i rannych. Z uwagi na narastające siły sowieckie pod Grodnem i kończącą się amunicję gen. Przeździecki, wydał rozkaz wycofania się wszystkich sił z Grodna i cofania się ku granicy litewskiej. Odwrót pułku ppłk. Blumskiego osłaniała 1 kompania strzelecka. Kompania została zaatakowana przez sowiecki batalion piechoty z czołgami, po stawieniu oporu przebiła się do własnego batalionu, tracąc jednego oficera, podchorążego i ok. 20 szeregowych. Batalion 77 pp wraz z resztą oddziałów cofał się do Stanisławowa, a następnie do Hoży. 22 września pułk OZ 19 DP wycofał się osłaniany przez kawalerię do Kodzie, omijając Sopoćkinie. 23 września po zwolnieniu żołnierzy chcących pozostać na terenie okupowanej Polski, batalion przekroczył granicę litewską. Zostało internowanych 298 żołnierzy batalionu 77 pp.
| Obsada personalna i struktura organizacyjna we wrześniu 1939 | Obsada personalna i struktura organizacyjna we wrześniu 1939                                 |
| Stanowisko                                                   | Stopień, imię i nazwisko                                                                     |
| Dowództwo                                                    | Dowództwo                                                                                    |
| ------------------------------------------------------------ | -------------------------------------------------------------------------------------------- |
| dowódca                                                      | ppłk dypl. piech. August Wiktor Nowosielski (do 6 IX 1939) ppłk Stanisław Konstanty Gąsiorek |
| I adiutant                                                   | por. Jan Sinicki                                                                             |
| II adiutant                                                  | por. rez. Józef Franciszek Ignaszewski                                                       |
| oficer łączności                                             | kpt. Zdzisław Mateusz Straża-Dzieżbicki                                                      |
| kwatermistrz                                                 | kpt. Stanisław Juras                                                                         |
| oficer płatnik                                               | por. rez. Klemens Józef Tywoński                                                             |
| kapelan                                                      | ks. Leoncjusz Kasperek                                                                       |
| dowódca kompanii gospodarczej                                | por. Jan Stanisław Szponder                                                                  |
| I batalion                                                   |                                                                                              |
| dowódca I batalionu                                          | mjr Władysław Stanisław Włodyga (do 15 IX 1939) kpt. Leon Gnatowski                          |
| adiutant batalionu                                           | NN                                                                                           |
| dowódca plutonu łączności                                    | ppor. Wacław Morawski                                                                        |
| dowódca 1 kompanii strzeleckiej                              | ppor. rez. Wilhelm Perkowski                                                                 |
| dowódca 2 kompanii strzeleckiej                              | por. Wojciech Stanisław Pitio                                                                |
| dowódca 3 kompanii strzeleckiej                              | ppor. rez. Józef Liskiewicz                                                                  |
| dowódca 1 kompanii cekaemów                                  | kpt. Leon Gnatowski                                                                          |
| II batalion                                                  |                                                                                              |
| dowódca II batalionu                                         | mjr Stanisław Marcin Jurkiewicz                                                              |
| dowódca 4 kompanii strzeleckiej                              | NN                                                                                           |
| dowódca 5 kompanii strzeleckiej                              | kpt. Mieczysław Szawłowski                                                                   |
| dowódca 6 kompanii strzeleckiej                              | kpt. Rudolf Schreyner                                                                        |
| dowódca 2 kompanii cekaemów                                  | por. Władysław I Wysocki                                                                     |
| III batalion                                                 |                                                                                              |
| dowódca III batalionu                                        | mjr Janusz Czarnocki                                                                         |
| dowódca 7 kompanii strzeleckiej                              | NN                                                                                           |
| dowódca 8 kompanii strzeleckiej                              | NN                                                                                           |
| dowódca 9 kompanii strzeleckiej                              | NN                                                                                           |
| dowódca 3 kompanii cekaemów                                  | por. Tadeusz Lubiński                                                                        |
| Pododdziały specjalne                                        |                                                                                              |
| dowódca kompanii przeciwpancernej                            | por. Teofil Pietraszko                                                                       |
| dowódca plutonu artylerii piechoty                           | kpt. Jerzy Schmidtke                                                                         |
| dowódca plutonu łączności                                    | NN                                                                                           |
| dowódca kompanii zwiadowców                                  | por. Adam Machnica                                                                           |
| dowódca plutonu pionierów                                    | NN                                                                                           |
| dowódca plutonu przeciwgazowego                              | NN                                                                                           |

## Symbole pułku
Sztandar

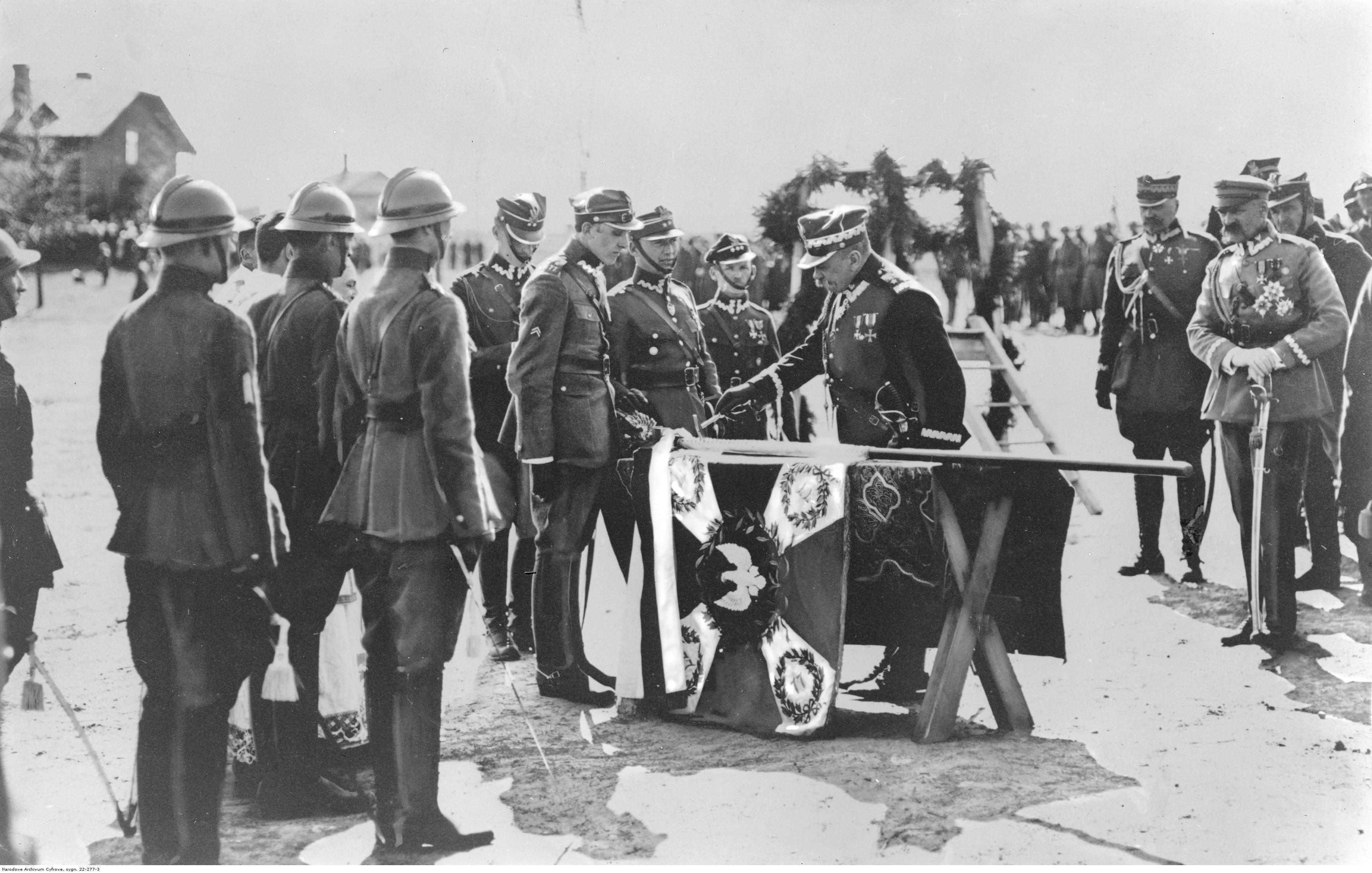
Uroczystość wręczenia sztandaru pułkowego. Nowa Wilejka, 18 kwietnia 1922. Na zdjęciu widoczni m.in. marsz. Józef Piłsudski i gen. Daniel Konarzewski

11 listopada 1919 roku w Wilnie generał Stanisław Szeptycki wręczył Kowieńskiemu Pułkowi Strzelców chorągiew ufundowaną przez Tymczasowy Komitet Polityczny Ziemi Kowieńskiej. Nie była to chorągiew przepisowa ponieważ posiadała wizerunek Matki Boskiej Ostrobramskiej, a zamiast numeru „77”, inicjały „P. S. K.” Chorągiew została przerobiona i wręczona powtórnie. Ceremonia wręczenia chorągwi odbyła się 18 kwietnia 1922 roku w Nowej Wilejce. Dowódca pułku odebrał chorągiew z rąk marszałka Józefa Piłsudskiego.
Odznaka pamiątkowa
28 lutego 1922 roku Minister Spraw Wojskowych generał porucznik Kazimierz Sosnkowski zatwierdził odznakę pamiątkową 77 pp.
Odznaka o wymiarach 41 × 31,5 mm ma kształt tarczy bojowej, emaliowanej na czerwono, na którą nałożono trzy herby: u góry Polski i Litwy, u dołu Żmudzi, a także datę powstania pułku „12 XII 1918”. Na tarczę nałożone zostały dwie skrzyżowane szable ze złotymi rękojeściami wystającymi ponad tarczę i złączone łańcuszkiem. Odznaka oficerska bita była w srebrze, czteroczęściowa, złocona i emaliowana, żołnierska była dwuczęściowa, bita w tombaku, srebrzona i patynowana, bez emalii. Wykonawcą odznak był Wiktor Gontarczyk z Warszawy.
Odznaka „Niedźwiedzi”
Decyzją z 28 marca 1922 roku Naczelnik Państwa i Naczelny Wódz Józef Piłsudski zezwolił na noszenie przez żołnierzy 77 pp na naramiennikach odznaki „Niedźwiedzi”. Żołnierze nosili tę odznakę zamiast obowiązkowego numeru „77” – herb ziemi kowieńskiej.

## Strzelcy kowieńscy
Dowódcy pułku
- mjr Leon Łada-Zawistowski (12 XII 1918 – 25 VII 1920)
- mjr Józef Sokołowski (25 VII – 27 VIII 1920)
- płk piech. Marcin Wysocki (27 VIII 1920 – 1921)
- mjr piech. Mieczysław Rymkiewicz
- ppłk piech. Włodzimierz Maxymowicz-Raczyński (27 VI 1921 – 16 VIII 1922 → dowódca 18 pp)
- ppłk piech. Franciszek Alter (17 VIII 1922 – 28 I 1931 → dowódca piechoty dywizyjnej 14 DP)
- ppłk piech. inż. Stanisław I Śliwiński (28 I 1931 – 18 IV 1934 → inspektor poborowy DOK VIII)
- ppłk dypl. piech. Jan Naspiński (19 IV 1934 – 16 VII 1935 → dowódca 53 pp)
- ppłk dypl. piech. Wiktor Majewski (VII 1935 – VI 1939 → dowódca 18 pp)
- ppłk dypl. August Nowosielski[f] (1–28 IX 1939)

Zastępcy dowódcy pułku
- mjr / ppłk piech. Mieczysław Rymkiewicz (10 VII 1922[40] – 1925[41])
- ppłk piech. Jan II Kubin (IV 1928 – 31 XII 1931 → komendant PKU Czortków)
- ppłk piech. Franciszek Wielgut (15 VII 1932 – XI 1933 → komendant KK Nr 1)
- ppłk dypl. Adolf Tytus Nykulak (od XII 1933[42])
- ppłk piech. Stanisław Konstanty Gąsiorek (1939)

II zastępcy dowódcy pułku – kwatermistrzowie
- mjr piech. Wiktor Stoczkowski (1939)

Obsada personalna pułku w 1928 roku
- dowódca – ppłk piech. Franciszek Alter
- zastępca dowódcy – ppłk piech. Jan Kubin
- kwatermistrz – ppłk piech. Stanisław Krzyż
- oficer sztabowy pułku – mjr Henryk Dmowski
- obwodowy komendant Przysposobienia Wojskowego – mjr piech. Józef Synoś
- płatnik – por. Karol Horodyski
- dowódca I batalionu – mjr Eugeniusz Kaniowski
- dowódca II batalionu – mjr Czesław Krzowski
- dowódca III batalionu – mjr Franciszek Sękara

### Żołnierze 77 pułku piechoty – ofiary zbrodni katyńskiej
Biogramy ofiar zbrodni katyńskiej znajdują się między innymi w bazach udostępnionych przez Ministerstwo Kultury i Dziedzictwa Narodowego oraz Muzeum Katyńskie.
| Nazwisko i imię             | stopień              | zawód              | miejsce pracy przed mobilizacją       | zamordowany |
| --------------------------- | -------------------- | ------------------ | ------------------------------------- | ----------- |
| Arendarski Antoni Jan       | ppor. rez.           |                    |                                       | Katyń       |
| Berczyński Kazimierz        | ppor. rez.           | urzędnik           | Nowogródek                            | Katyń       |
| Borowiecki Zygmunt          | por. rez.            | handlowiec         |                                       | Katyń       |
| Borżym Władysław            | ppor. rez.           | nauczyciel         | szkoła powszechna w Wołkowysku        | Katyń       |
| Chyliński Stefan            | ppor. rez.           | urzędnik           | Bank Rolny w Kielcach                 | Katyń       |
| Czaprowski Alfons           | ppor. rez.           | nauczyciel         |                                       | Katyń       |
| Daszkiewicz Kazimierz       | ppor. rez.           |                    |                                       | Katyń       |
| Dmochowski Antoni           | ppor. rez.           | nauczyciel         | Szkoła Powszechna w Jachach           | Katyń       |
| Gorbacz Anroni              | ppor. rez.           | nauczyciel         | Szkoła Powszechna w Muncewiczach      | Katyń       |
| Gryko Władysław             | ppor. rez.           | nauczyciel         | szkoła w Klepaczach                   | Katyń       |
| Juras Stanisław             | kapitan              | żołnierz zawodowy  |                                       | Katyń       |
| Jurewicz Aleksander         | ppor. rez.           | nauczyciel         | szkoła w Orli n. Niemnem              | Katyń       |
| Kałafatiuk Władysław        | ppor. rez.           | nauczyciel         | Szkoła Powszechna w Koreliczach       | Katyń       |
| Karwański Roch              | ppor. rez.           | nauczyciel         | szkoła w ok. Równego                  | Katyń       |
| Korona Franciszek           | por. rez.            |                    | wicedyr. Polski Monopol Tytoniowy     | Katyń       |
| Krajewski Zygmunt           | ppor. rez.           | agronom            | stypendysta rządu RP w Liberii        | Katyń       |
| Kruk Stefan                 | ppor. rez.           | nauczyciel         | Szkoła Powszechna w Lubczy            | Katyń       |
| Lebiedź Stanisław           | ppor. rez.           | nauczyciel         | Szkoła Powszechna w Danejkach         | Katyń       |
| Łodykowski Augustyn         | ppor. rez.           | nauczyciel         | Szkoła w Kruciłowicach                | Katyń       |
| Maliniwski Leon             | ppor. rez.           | technik ogrodnik   |                                       | Katyń       |
| Matla Władysław             | ppor. rez.           | student SGGW       |                                       | Katyń       |
| Mioduszewski Józef          | ppor.                | żołnierz zawodowy  |                                       | Katyń       |
| Nadolski Piotr              | ppor. rez.           | technik budowlany  |                                       | Katyń       |
| Nowosielski August          | ppłk dypl.           | żołnierz zawodowy  |                                       | Katyń       |
| Olszewski Tadeusz           | ppor. rez.           |                    | Szkoła Rolnicza w Łazdunach           | Katyń       |
| Palczewski Konstanty        | ppor. rez.           | nauczyciel         | szkoła powszechna                     | Katyń       |
| Ramsza Jan Paweł            | ppor. rez.           | nauczyciel         | gimnazjum w Lidzie                    | Katyń       |
| Rutkiewicz Tadeusz          | por. rez.            | technik            |                                       | Katyń       |
| Sinicki Jan                 | por.                 | żołnierz zawodowy  |                                       | Katyń       |
| Wabiszczewicz Piotr         | ppor. rez.           | inżynier rolnik    | pracował w Stolinie                   | Katyń       |
| Berent Zygmunt              | podporucznik rezerwy | poligraf           | państwowa drukarnia w Warszawie       | Charków     |
| Bujalski Marian             | porucznik            | żołnierz zawodowy  |                                       | Charków     |
| Ciechnowicz Włodzimierz     | podporucznik rezerwy | lekarz             |                                       | Charków     |
| Dzierzbicki-Straża Zdzisław | kapitan              | żołnierz zawodowy  |                                       | Charków     |
| Emiljanowicz Stanisław      | porucznik rezerwy    | lekarz             | Szpital w Choroszczy                  | Charków     |
| Gąsiorek Stanisław          | podpułkownik         | żołnierz zawodowy  | (e)                                   | Charków     |
| Jureko Władysław            | podporucznik rezerwy |                    |                                       | Charków     |
| Klimczak Janusz             | podporucznik rezerwy |                    | Huta Szkła w Warszawie                | Charków     |
| Kostrowicki Andrzej         | podporucznik rezerwy | inżynier rolnik    | Zarząd OZN w Nowogródku               | Charków     |
| Kowalski Tom                | podporucznik rezerwy | inżynier architekt |                                       | Charków     |
| Majewski Damian             | podporucznik rezerwy | prawnik            |                                       | Charków     |
| Merecki Alfons              | kapitan              | żołnierz zawodowy  |                                       | Charków     |
| Mizgier Stanisław           | porucznik rezerwy    | nauczyciel         | szkoła powszechna                     | Charków     |
| Namysł Alfred Bernard       | porucznik            | żołnierz zawodowy  |                                       | Charków     |
| Nitkowski Ignacy            | porucznik rezerwy    | inżynier leśnik    | Nadleśnictwo Toruń                    | Charków     |
| Paprota Piotr               | podporucznik rezerwy | mierniczy          |                                       | Charków     |
| Pawlik Kazimierz            | podporucznik rezerwy |                    | nacz. więzienia we Lwowie             | Charków     |
| Pigłowski Jerzy             | podporucznik rezerwy | urzędnik           | Magistrat m. Warszawy                 | Charków     |
| Płażewski Zygmunt           | porucznik rezerwy    | nauczyciel         | Szkoła Powszechna w Wiśniewie         | Charków     |
| Prudziłko Wincenty          | podporucznik rezerwy | nauczyciel         | szkoła powszechna                     | Charków     |
| Skrzypiec Janusz Jerzy      | podporucznik rezerwy | nauczyciel         |                                       | Charków     |
| Słojewski Zbigniew          | podporucznik rezerwy | prawnik            |                                       | Charków     |
| Spanily Zdzisław            | porucznik rezerwy    | inżynier leśnik    | Lasy hr. Karola O’Rourke we Wsielubiu | Charków     |
| Sylwanowicz Marian          | podporucznik rezerwy | nauczyciel         | szkoła powszechna                     | Charków     |
| Szmatko Franciszek          | porucznik            | żołnierz zawodowy  |                                       | Charków     |
| Sznela Czesław              | podporucznik rezerwy | nauczyciel         |                                       | Charków     |
| Śpiewak Stanisław           | podporucznik rezerwy | nauczyciel         | Szkoła Powszechna w Jeziorach         | Charków     |
| Trębski Roman Jan           | podporucznik rezerwy | inżynier leśnik    | Nadleśnictwo Baranowicze              | Charków     |
| Zagozdon Stefan             | podporucznik rezerwy | technik meliorant  |                                       | Charków     |
| Zaorski Mieczysław          | podporucznik rezerwy | nauczyciel         |                                       | Charków     |
| Boumiłło Józef              | kapitan              | żołnierz zawodowy  |                                       | BLK         |
| Żyliński Wiktor Mirosław    | ppor. rez.           | inżynier           | wł. majątku Sołopieciszki             | BLK         |

## Upamiętnienie

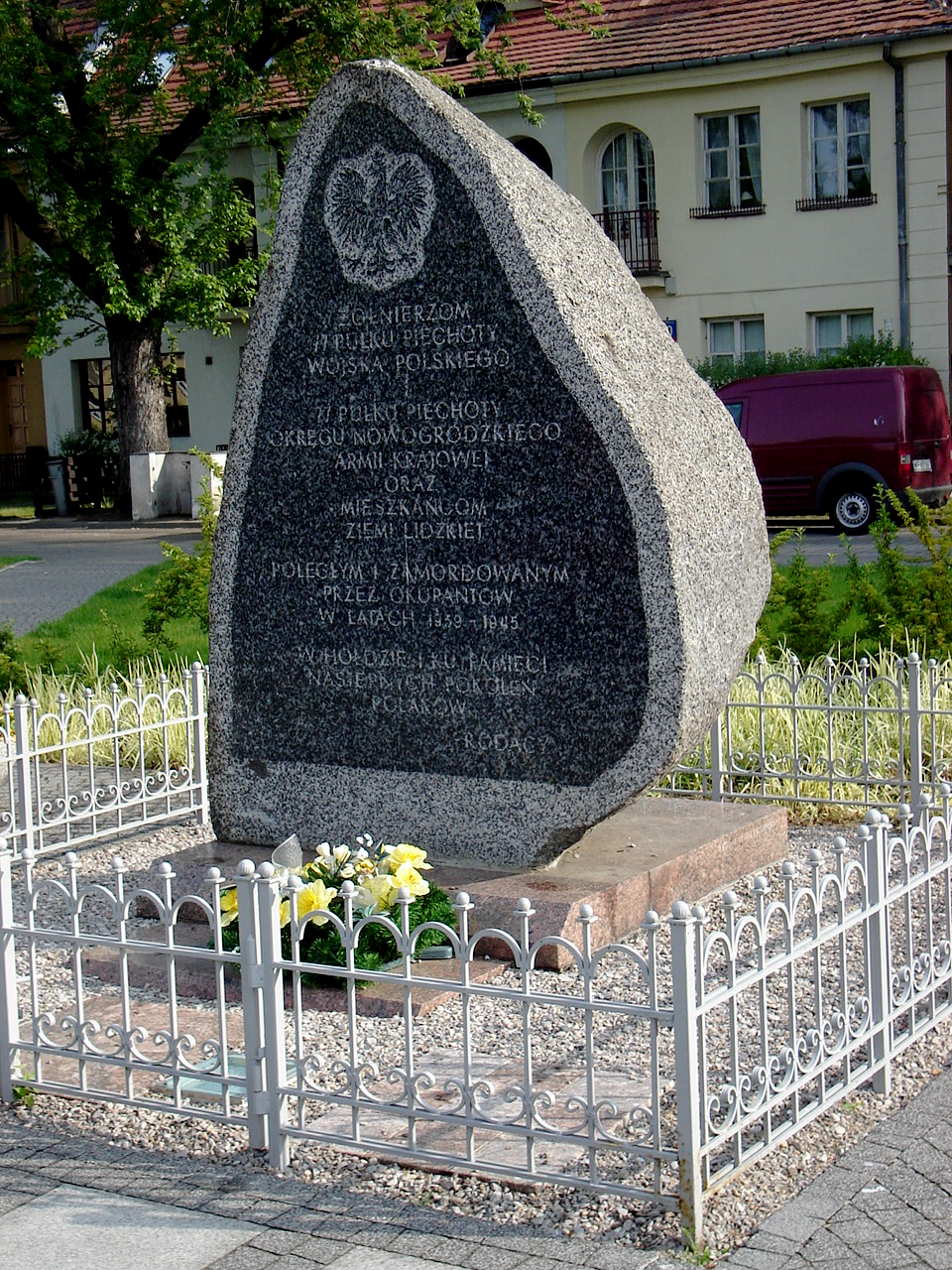
Pamiątkowy obelisk 77pp na Pl. Konfederacji w Warszawie